# Julius Lovy
Pour les articles homonymes, voir Lovy.
Julius Lovy né en 1801 à Fürth et mort le 8 juin 1863 à Paris, est un journaliste bavarois naturalisé français.

## Biographie
D’une famille israélite, Lovy vint terminer ses études à Paris, où il s’est fait plus tard naturaliser français et où son père, Israël Lovy, auteur de chants religieux très remarquables, était devenu ministre officiant du temple israélite. Il commença son droit, puis se jeta dans la petite presse, qui faisait une guerre si vive à la Restauration. Il collabora à une foule de journaux littéraires dans lesquels sa verve anonyme se montra intarissable. Entré, en 1826, à l’ancien Figaro, il fut tour à tour ou à la fois rédacteur de l’ancien et du nouveau Corsaire, du Vert-Vert, de l’Entr’acte, où il publia pendant quelques années des chroniques hebdomadaires fort goûtées et dans lesquelles il s’occupa beaucoup de somnambulisme et de magnétisme, du Charivari, du Pamphlet, de la Comédie, du Journal du plaisir, du Journal pour rire, et d’une foule d’autres publications de ce genre.
En 1840, il rédigea avec Commerson le Tam-tam, devenu peu de temps après Le Tintamarre. Il y écrivit une foule d’articles, remplis de boutades excentriques, sous le pseudonyme de Jérôme Sol-Dièze. C’est lui qui avait imaginé les fameuses Pensées d’un emballeur en chambre, signées Joseph Citrouillard, pseudonyme qui lui était commun avec Commerson et sous lequel ce dernier publia lesdites Pensées en volume, sans mentionner la participation de son collaborateur, ce qui amena une brouille momentanée entre eux.
Il faut citer à part sa collaboration au Ménestrel (1833), le premier journal de musique hebdomadaire à paraitre en France. Dans ce journal qu’il rédigeait avec une grande compétence, et qui lui survivra jusqu’au 24 mai 1940, à la suite des attaques allemandes et de la fermeture des théâtres et des salles de concert en France, dont il fut quelque temps directeur, et dont il resta longtemps le rédacteur en chef, sa critique musicale se faisait remarquer par un ton bienveillant contrastant vivement avec l’esprit mordant auquel il avait accoutumé ses lecteurs pendant plus de trente ans dans le petit journalisme.
Secrétaire général, de 1858 à 1860, du théâtre des Variétés, où il s’était acquis de nombreuses sympathies, grâce à ses procédés courtois et à son caractère obligeant, Lovy fut appelé au même emploi au Théâtre-Lyrique peu de temps après l’ouverture de la nouvelle salle. Doué d’une grande activité, il trouvait le temps, tout en remplissant ses fonctions avec soin, non seulement de surveiller et de rédiger le Ménestrel, mais encore de donner des articles à différentes feuilles, et notamment au Journal amusant.
Outre les pseudonymes de Joseph Citrouillard au Tintamarre et de Jérôme Sol-Dièze qui lui servit pour des articles de musique, Lovy a encore signé Théodore Langlois, Léonidas Prudhomme, etc. C’était l’oncle du poète Eugène Manuel, qui lui a même consacré une de ses poésies : 
J’avais douze ans ; c’est toi qui le premier m’appris 

L’art de faire des vers et d’en goûter le prix ; 

Toi qui me fis aimer cette sainte chimère, 

Maître de mon enfance, ô frère de ma mère…

## Sources
- Georges d’Heylli, Dictionnaire des pseudonymes : Nouvelle édition entièrement refondue et augmenté, Paris, Dentu, 1887, III-559 p., 1 vol. ; 19 cm (lire en ligne), p. 489.
- Charles Philipon (dir.), « Jules Lovy », Le Journal amusant : journal illustré, journal d'images, journal comique, critique, satirique, etc., Paris, Aubert et Cie,‎ 20 juin 1863, p. 8 (lire en ligne, consulté le 23 mars 2017).
- Gustave Vapereau, Dictionnaire universel des contemporains : contenant toutes les personnes notables de la France et des pays étrangers… : ouvrage rédigé et continuellement tenu à jour, avec le concours d'écrivains et de savants de tous les pays (3e édition, entièrement refondue et considérablement augmentée, Paris, L. Hachette et Cie, 1865, X-1862 p., 1 vol. gr. in-8° (lire en ligne), p. 1149.